# Médecine légale pour les animaux

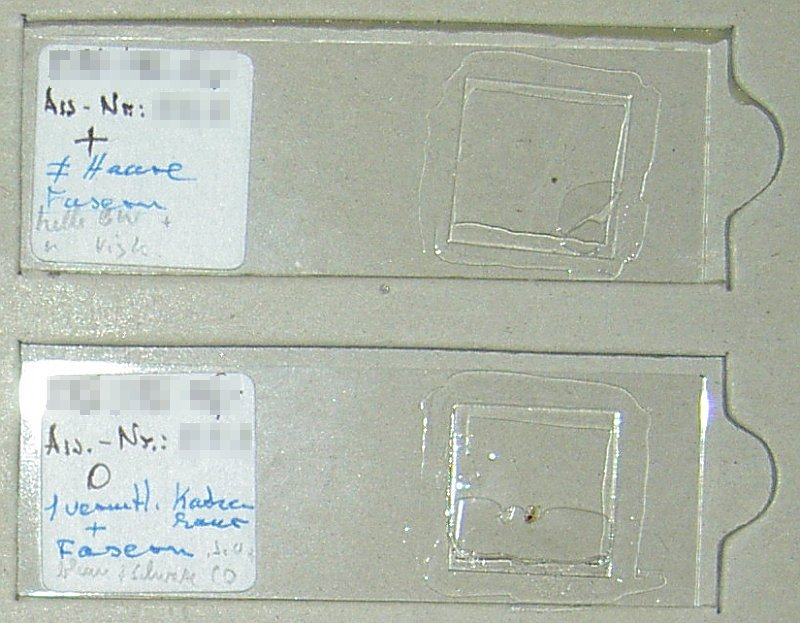
Pièce à conviction médico-légale. La préparation du haut s’avère être une fibre, celle du bas contient des poils de chat.

La médecine légale pour les animaux est une discipline intermédiaire entre la biologie criminelle, la médecine vétérinaire légale, la recherche de traces et la médecine légale.
Dans un sens strict, la médecine légale pour les animaux consiste en la recherche de traces de matières animales qui sont en rapport avec un crime, pouvant fournir une preuve de la relation existante entre le criminel et la victime. Dans un sens plus large, il concerne également les délits où l’animal est directement impliqué dans le crime.
Il faut faire la distinction entre ce domaine de la biologie criminelle où l’animal a un rapport avec le crime lui-même, et l’entomologie légale où les insectes n’apportent aucune information directe sur le criminel.
Les matériaux qui sont typiquement recherchés sont le sang, les poils et plumes, la salive, les excréments, des échantillons de peau ou de mucus ainsi que d’autres types de tissus. La principale méthode utilisée pour analyser ces matériaux est l’analyse ADN.

## Histoire
La prise en compte et l'utilisation des traces d'animaux a pris de l'importance dans les recherches en médecine légale ces dernières années. Le développement prometteur des méthodes fondées sur la génétique dans le domaine de animal forensics a été très influencé par les grands progrès faits dans la génétique humaine, et notamment le développement de la réaction en chaîne par polymérase par Kary Mullis en 1983.
En 1984, Alec Jeffreys a mis en œuvre l'empreinte génétique permettant d'identifier sans erreur un individu à partir d'un échantillon de son ADN. Un an plus tard, elle était déjà utilisée comme preuve pour élucider un crime. Déjà en 1987, cette technique avait été adaptée aux animaux pour éclaircir les doutes sur les lignées de chiens dans l'élevage de races. Les progrès qui suivirent furent par exemple la conception de sondes ADN spécifiques et l'analyse des microsatellites
L'utilisation des recherches ADN en médecine légale dépend à la fois de la décision de la justice et des indices que l'on peut trouver pouvant servir de preuve. Dans une affaire criminelle qui a reçu beaucoup d'attention en 1995, un meurtrier a été identifié grâce à l'analyse génétique moléculaire de poils de chats (voir plus loin). L'analyse des mitochondries de l'ADN d'un chien, dans le cas d'une tentative de crime crapuleux au Texas, a été autorisé pour la première fois comme preuve fournie par l'instruction.
Aujourd'hui, pour les policiers chargés des enquêtes, il est impensable de se passer de l'utilisation de l'analyse ADN en médecine légale. Elle livre souvent la preuve décisive entre le criminel et la victime. Grâce aux méthodes de génétique moléculaire modernes, de nombreuses affaires anciennes non-élucidées peuvent également être rouvertes.
La normalisation et l'automatisation progressives des méthodes d'analyse des traces d'animaux conduisent, de manière semblable à la médecine légale pour les hommes, à la construction de vastes bases de données de référence, nationales et internationales, qui peuvent permettre d'une part une comparaison rapide avec le matériel génétique déjà examiné et servir d'autre part comme base pour calculer des probabilités statistiques.

## Méthodes de recherche

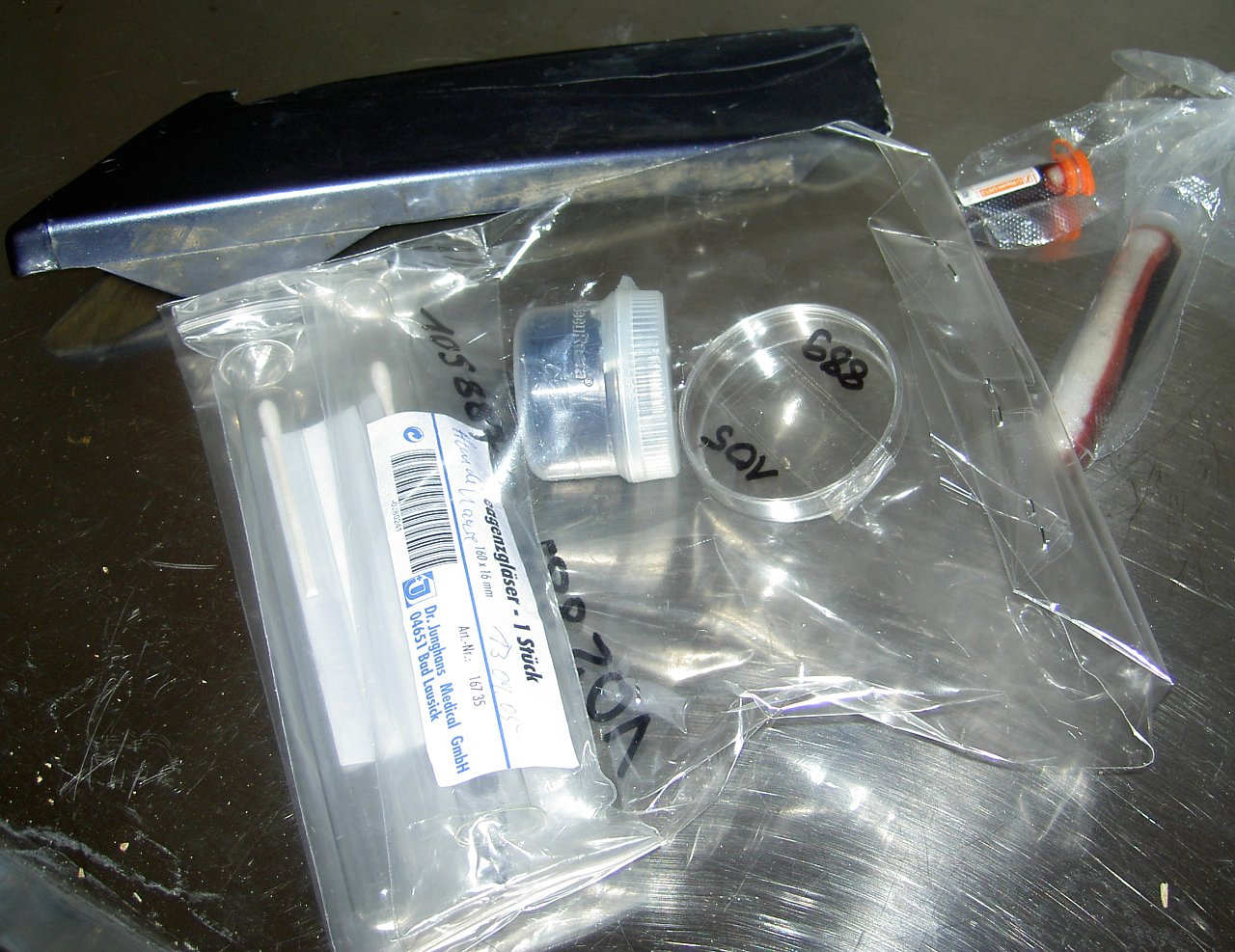
Différentes traces d'animaux en médecine légale

L'élucidation d'une infraction passe par l'identification du criminel par ses molécules et éventuellement la séparation des traces suivant les individus dont elles proviennent.
1. ↑  A.J. Jeffreys, D.B. Morton: DNA fingerprints of dogs and cats. In: Animal Genetics 1987 (18):1-15
2. ↑  D.B. Morton, R.E. Yaxley, I. Patel, A.J. Jeffreys, S.J. Howes, P.G. Debenham: Use of DNA fingerprint analysis in the identification of the sire. In: Veterinary Record 1987 (121):592-4